# Perfect Insanity
«Perfect Insanity» (с англ. — «Идеальное безумие») является синглом американской рок-группы Disturbed. Песня была выпущена как второй сингл с их четвёртого студийного альбома Indestructible. Песня была первоначально написана группой для их дебютного альбома , The Sickness. «Perfect Insanity» была также ранее выпущена на документальном DVD группы, M.O.L., как демоверсия, они повторно сделали запись песни в 2007 году, и она была выпущена на альбоме Indestructible.

## Темы
Согласно вокалисту Дэвиду Дрейману, значение песни это «игра с идеей безумия».

## Видео музыки
Для нового варианта песни не было записано никакого видео, но на документальном фильме группы, M.O.L. есть старое видео, которое может быть рассмотрено, записано оно было в 1998 году. Видео изображает вокалиста Дэвида Дреймана, запертого в комнате, в смирительной рубашке от которой он пытается освободиться. Концовка видео переключается на сцену кладбища, подразумевая, что Дрейман умер безумным.

## Список композиций
Слова и музыка всех песен — Disturbed.
| №                   | Название            | Длительность |
| ------------------- | ------------------- | ------------ |
| 1.                  | «Perfect Insanity»  | 3:57         |
| Общая длительность: | Общая длительность: | 3:57         |

## Позиция в чартах
| Чарт (2008)                  | Позиция |
| ---------------------------- | ------- |
| Hot Canadian Digital Singles | 70      |